# Giovanni Battista Costanzi
Giovanni Battista Costanzi (Roma, 3 settembre 1704 – Roma, 5 marzo 1778) è stato un compositore e violoncellista italiano.
In vita era maggiormente noto con i soprannomi Giovannino del Violoncello o Giovannino da Roma.

## Biografia
Nel 1721 entrò al servizio del cardinale Pietro Ottoboni, dapprima come aiuto da camera, e poi, dal 1737 succedendo ad Arcangelo Corelli, come capo d'istrumenti. Nel 1727 debuttò come operista con L'amor generoso al Teatro Capranica di Roma, ma il primo grande successo lo ebbe con la sua opera Carlo Magno nel 1729, anno a partire dal quale venne nominato, grazie sempre alle raccomandazioni del cardinale Ottoboni, maestro di cappella nelle più importanti chiese romane: nel 1729 a San Luigi dei Francesi, nel 1743 al San Marco e a Santa Maria in Vallicella e infine nel 1755 divenne direttore della Cappella Giulia a San Pietro. Contemporaneamente ebbe un'ottima reputazione di musico, la quale fu lodata con diverse onorificenze, tra cui la presidenza della Congregazione di Santa Cecilia a Roma nel 1740, 1754 e 1769. Tra i suoi allievi si ricorda il celebre Luigi Boccherini che studiò sotto di lui nel 1757.

## Considerazioni sul compositore
Costanzi fu tra i compositori più prolifici del XVIII secolo, ma solo una piccola parte dei suoi lavori sopravvivo sino a oggi. Fino al 1740 egli compose prevalentemente musica vocale secolare, mentre successivamente concentrò la propria attenzione sulla musica sacra. Tuttavia il suo genere compositivo storicamente più importante fu la musica strumentale; i suoi lavori per violoncello strutturalmente seguono lo schema della sonata da chiesa, ma qualche volta i movimenti si avvicinano di più allo schema dalla sonata da camera. Come sostenuto dal compositore francese André-Ernest-Modeste Grétry, egli fu a Roma nella sua epoca il più ammirato compositore di musica sacra.

## Musica secolare
- Roma giuliva (libretto di Gaetano Lemer, 1721, Roma)
- La Fenice (cantata per 3 voci, libretto di Domenico Lalli, 1726, Venezia)
- L'amor generoso (dramma per musica, libretto di Apostolo Zeno/Giuseppe Polvini, 1727, Roma)
- Carlo Magno (festa teatrale, libretto di Pietro Ottoboni, 1728, Roma)
- Componimento da cantarsi nel giorno onomastico della imperatrice Elisabetta Cristina (1729, Roma)
- Rasmene (favola drammatica, libretto di Giuseppe Polivni, 1729, Roma)
- L'Eupatra (dramma per musica, libretto di Giovanni Faustini, 1730, Roma)
- La Pertenope (dramma per musica, libretto di Silvio Stampiglia, 1734, Roma)
- La Flora (dramma pastorale, 1734, Roma)
- Componimento drammatica per comandamento di S. E. il Duca di Saint'Aignon (libretto di Niccola Coluzzi, 1737, Roma)
- Il trionfo della pace (componimento drammatico, libretto di Girolamo Melano, 1739, Roma)
- Il Telemaco (1741, Roma)
- Il Vesuvio (libretto di Antonio Passeri, 1741, Roma)
- Componimento del giorno natalizio di Don Carlo di Borbone (libretto di Gioacchino Pizzi, 1742, Roma)
- La Nisa (componimento drammatico, libretto di Antonio Passeri, 1742, Roma)
- Cantata a 3 voci con violini, trombe, oboe e corni da caccia (libretto di Pietro Metastasio, 1743, Roma)
- Componimento per musica da cantarsi nel giorno natalizio di Maria Amalia Walburga (1743, Roma)
- L'asilo delle virtù (componimento per musica, 1744, Roma)
- La speranza della terra (1744, Roma)
- L'Iride (cantata, 1745, Roma)
- Enea in Cuma (cantata, 1746, Roma)
- Intermezzi in musica (libretto di Giovanni Battista Palladio, 1746, Roma)
- Amor prigioniero (azione teatrale, libretto di Gioacchino Pizzi, 1752, Roma)